# The Storm (film)
The Storm är en svensk komedifilm som har premiär på strömningstjänsten Netflix under 2026. Filmen är regisserad av Josephine Bornebusch som även skrivit filmens manus.

## Handling
Filip firar sin 45-årsdag på en lyxig gård i norra Sverige. När en plötslig storm drar in blir han och hans vänner isolerade från omvärlden. I takt med att paniken växer börjar hemligheter avslöjas.

## Rollista (i urval)
- Gustaf Skarsgård
- Aliette Opheim
- Filip Berg
- Josephine Bornebusch
- Jonas Karlsson
- Johan Rheborg
- Christopher Wagelin
- Sara Shirpey
- Gizem Erdogan
- Henrik Dorsin
- Nils Wetterholm
- Nicole Levin